# ناحیه الک راپیدز، میشیگان
ناحیه الک راپیدز (به انگلیسی: Elk Rapids Township) یک منطقهٔ مسکونی در ایالات متحده آمریکا است که در شهرستان انتریم، میشیگان واقع شده‌است.
 ناحیه الک راپیدز ۲۸٫۴ کیلومتر مربع مساحت و ۲٬۶۳۱ نفر جمعیت دارد و ۱۸۷ متر بالاتر از سطح دریا واقع شده‌است.